# Côte sauvage (presqu'île d'Arvert)
Pour les articles homonymes, voir Côte Sauvage.
La Côte sauvage est une portion du littoral français formant la partie occidentale de la presqu'île d'Arvert, dans le département de la Charente-Maritime, en région Nouvelle-Aquitaine. Large étendue rectiligne comprise entre la Pointe Espagnole (au nord) et la pointe de la Coubre (au sud), entièrement comprise dans le périmètre de la commune de La Tremblade, elle peut être vue comme un prolongement de la côte landaise au-delà de l'estuaire de la Gironde.
Elle est un des grands sites naturels de la Charente-Maritime, comportant plus de 20 km de plage évoluant au gré des courants océaniques. Elle borde la forêt domaniale de la Coubre, qui s'étend sur plus de 7000 hectares vierges de toute construction humaine. Elle prend fin par le banc de sable de Bonne-Anse, dont la baie est un des plus grands joyaux naturalistes et paysagers de la côte atlantique.
Orientée plein ouest, au contraire des plages abritées de la Côte de Beauté toute proche, elle est soumise à de forts courants (phénomènes de baïnes) et à la houle, en faisant le secteur le plus dangereux de tout le littoral charentais. La plus grande partie de ce vaste espace est déconseillée à la baignade, hormis trois zones surveillées (en juillet-août) à la pointe de la Coubre, à la Bouverie et à la Pointe Espagnole. Un spot de surf (La Palmyre/La Coubre) est aménagé à proximité de la pointe de la Coubre : à l'instar de tous ceux de la côte sauvage, il est classé parmi les spots les plus dangereux de France par le magazine Surf Session.
Très sensible au changement climatique, la côte sauvage a radicalement évolué ces dernières années, rognée par les très nombreuses tempêtes hivernales, à l'instar de la Baie de Gatseau, de l'autre côté du Pertuis de Maumusson où les courants sont très agités.

## Localisation
La Côte sauvage est située dans la partie sud-ouest du département de la Charente-Maritime, à environ 70 kilomètres au sud de La Rochelle, 40 kilomètres à l'ouest de Saintes et 15 kilomètres au nord-ouest de Royan.
À l'exception d'une frange de quelques mètres appartenant à la commune des Mathes, elle dépend entièrement de la commune de La Tremblade. Aucune localité ne vient directement border cette portion de littoral : les plus proches sont La Palmyre (au sud) et Ronce-les-Bains (au nord), respectivement dépendances des communes des Mathes et de La Tremblade.

## Les plages

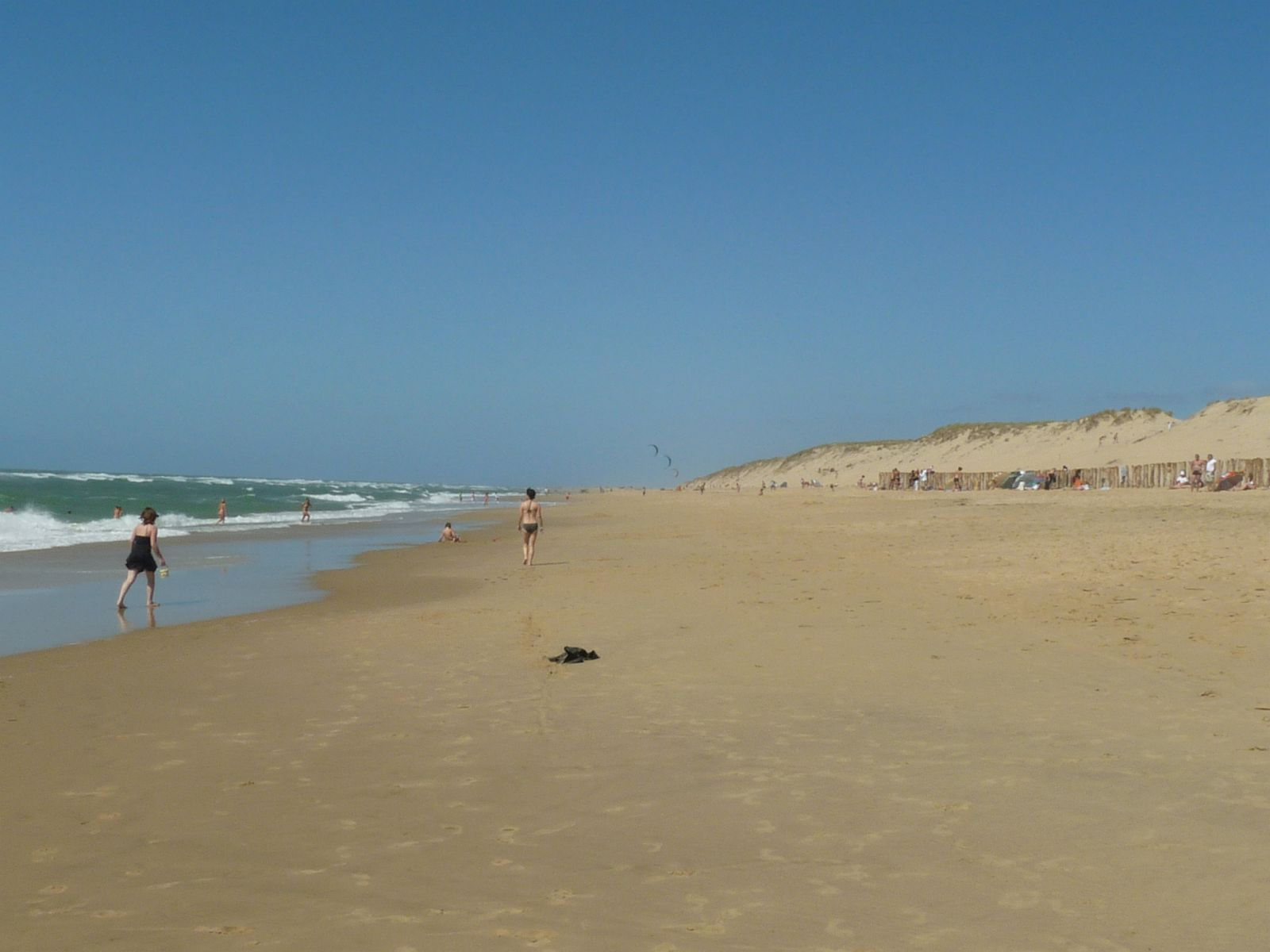
La plage de La Coubre.

- Plage de la Pointe Espagnole
- Plage de la Bouverie
- Plage du vieux phare
- Plage du phare de la Coubre

## À voir sur la côte

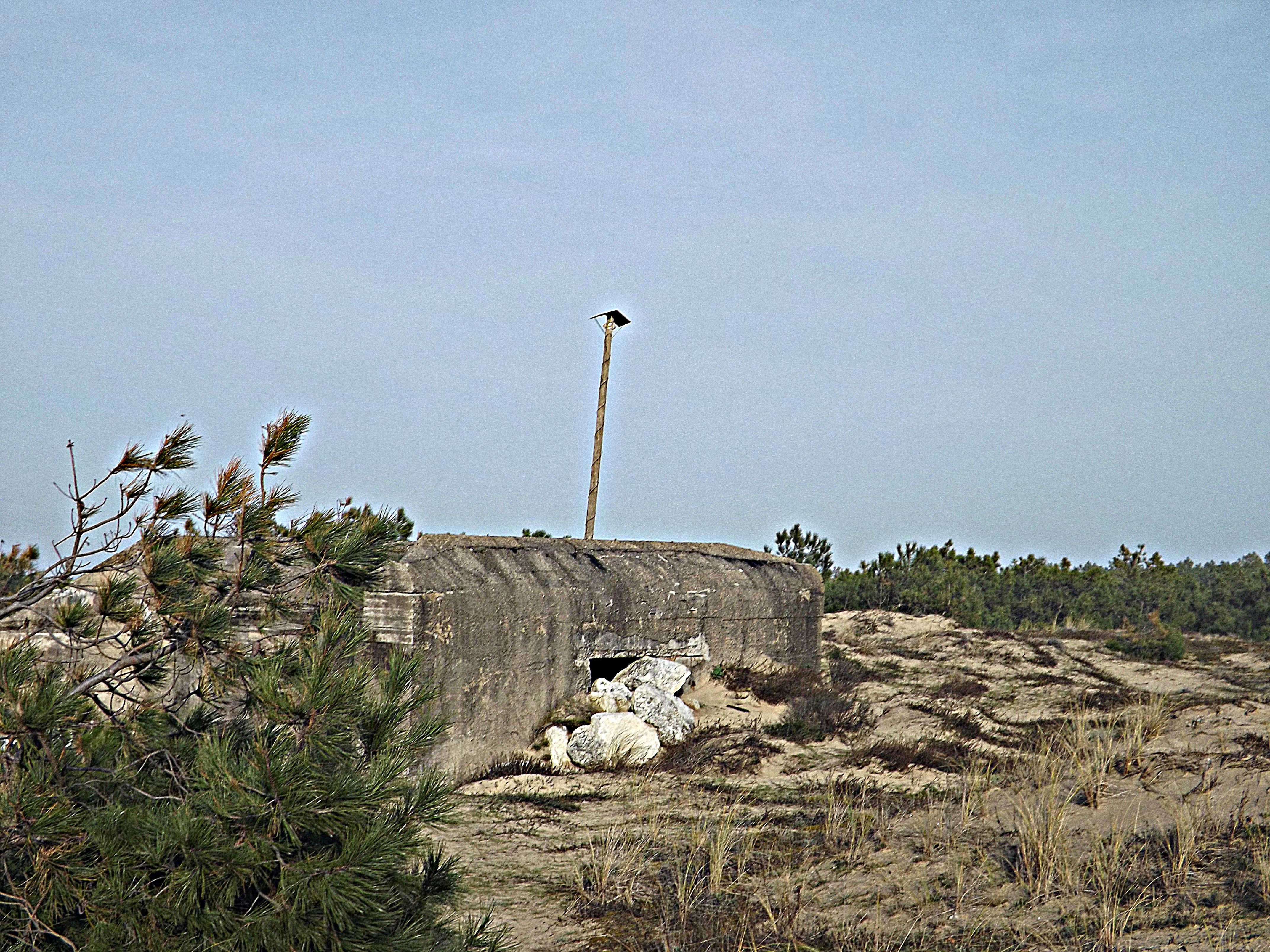
Les blockhaus de la pointe Espagnole.

- Le phare de la Coubre, construit en 1905.
- Les vestiges du Mur de l'Atlantique (blockhaus et casemates) érigé durant la Seconde Guerre mondiale.
- La forêt domaniale de la Coubre (7000 hectares de forêt préservée).
- La Baie de Bonne-Anse

## À voir à proximité immédiate
- Le zoo de La Palmyre, un des plus grands parcs zoologiques d'Europe.
- Le phare de la Coubre mesurant 64 mètres.
- Les stations balnéaires de Ronce-les-Bains et de La Palmyre.
- La baie de Bonne Anse

## Activités sportives
- Surf
- Windsurf
- Pistes de VTT

- En raison des forts courants, la baignade est généralement déconseillée, sinon interdite, à l'exception de trois points-baignade surveillés (en juillet et août).

- Naturisme, le naturisme est autorisé sur la portion de plage comprise entre la ligne 10 et la ligne 32[4].